# Atemschutzgeräteträger

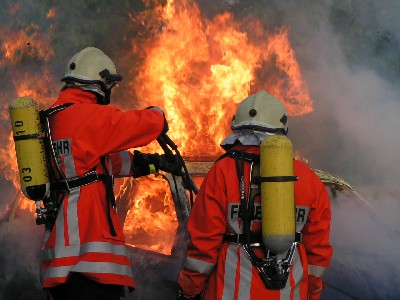
Atemschutzgeräteträger der Feuerwehr im Einsatz

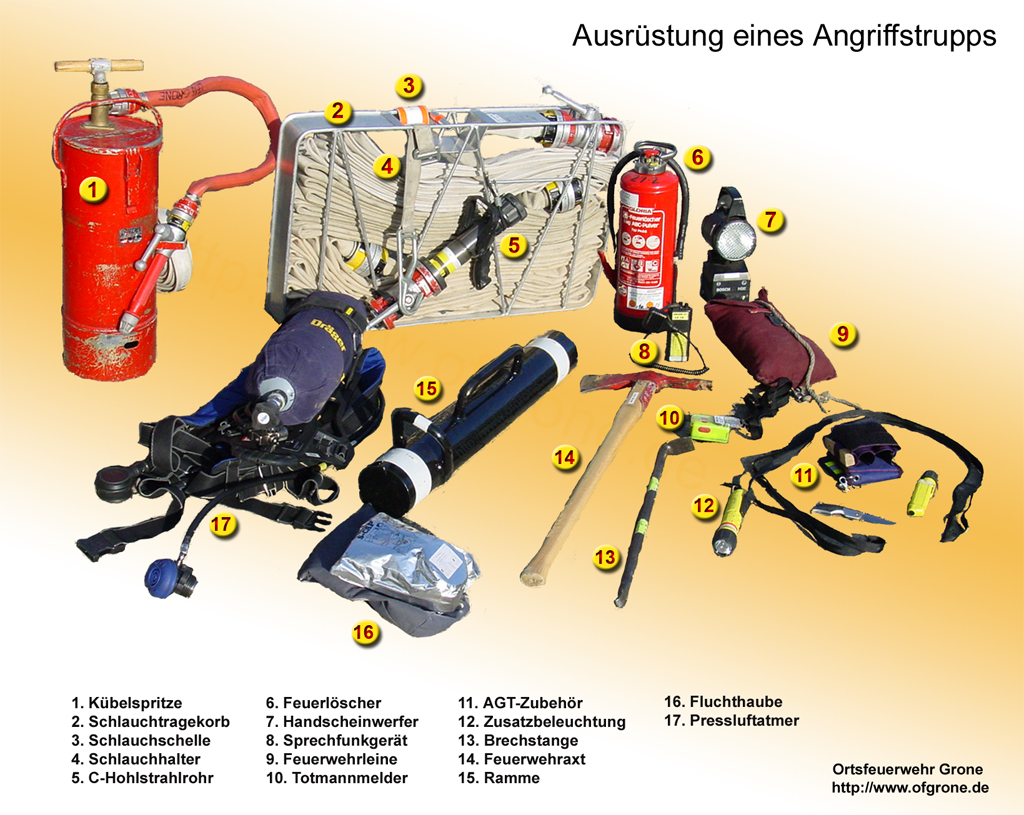
Eine Variation der Ausrüstung von Feuerwehren im Innenangriff bei Brandeinsätzen

Als Atemschutzgeräteträger (in Deutschland AGT, in der Schweiz offiziell ASGT, bei den österreichischen Feuerwehren ATS abgekürzt) bezeichnet man Personen, die sowohl medizinisch als auch ausbildungsbezogen geeignet sind, ein Atemschutzgerät (üblicherweise: Pressluftatmer, Kreislaufgerät oder nur Atemschutzmaske mit Atemschutzfilter) zu tragen. Diese Geräte sollen bei Arbeiten beziehungsweise Einsätzen verhindern, dass reizende oder gar giftige Stoffe in die Augen oder Atemwege und somit in den Blutkreislauf geraten. Atemschutzgeräteträger sind in den meisten Fällen erkennbar, durch ein auf ihrem Helm abgebildeten „A“ oder roten Punkt. Der erforderliche Atemschutzgeräteträger-Lehrgang ist in den meisten Organisationen ab dem achtzehnten Lebensjahr absolvierbar.

## Allgemein
Allgemein unterscheidet man zwischen umluftunabhängigem und umluftabhängigem Atemschutz.
Bei Arbeiten oder Interventionen im Freien (zum Beispiel im Katastrophenschutz bei Epidemien oder im Militär als Schutz gegen chemische Kampfstoffe) ist der Sauerstoffgehalt in der Luft oftmals genügend hoch, sodass mit umluftabhängigem Atemschutz (wie zum Beispiel einer Atemschutzmaske mit Atemschutzfilter) gearbeitet werden kann. Enorme Vorteile sind die fast unbegrenzte Einsatzzeit (keine Luftbegrenztheit durch Druckflaschen oder Kreislaufgeräte) sowie das erheblich kleinere Gewicht, welches der Geräteträger dauerhaft tragen muss. In Gefahrenbereichen, in denen Stoffe vorhanden sind, die sich unter Umständen gar nicht filtern lassen, oder in denen jederzeit starke Schwankungen der Zusammensetzung der Atmosphäre möglich sind, darf nur mit umluftunabhängigem Atemschutz gearbeitet werden. Denn sollte sich die äußere Sauerstoffkonzentration stark verändern, beispielsweise bei einem Brand oder bei sehr starken Außenkonzentrationen anderer Gase, die den Sauerstoff verdrängen, droht dem Geräteträger ein Tod durch Ersticken. Auf der anderen Seite kann es auch Fälle geben, in denen – relativ betrachtet – zu viel Sauerstoff in der Luft ist, so droht eine Sauerstoffvergiftung.
Aus medizinischer Sicht muss ein Atemschutzgeräteträger vor allem eine gute Lungenfunktion haben. Er darf nicht an Raumangst leiden und hat auch unter Stress besonnen zu handeln. Diese Voraussetzungen sind notwendig, wenn eine Person aus beruflichen Gründen Tätigkeiten nur unter Verwendung von Atemschutzgeräten ausüben kann (beispielsweise Schweißer, die in einem Tank arbeiten). Besonders anstrengend sind naturgemäß Tätigkeiten, wie sie insbesondere in Feuerwehren oder im Katastrophenschutz anfallen; daher ist ein gemeinsames Vorgehen in Form von Atemschutztrupps erforderlich.
Die gesetzlichen Regulierungen unterscheiden sich von Staat zu Staat, die Kriterien für eine Zulassung zum Atemschutzgeräteträger sind aber ähnlich:

### Voraussetzung in Deutschland
Zum Tragen von (umluftunabhängigen) Atemschutzgeräten ist die von der Berufsgenossenschaft geforderte arbeitsmedizinische Vorsorgeuntersuchung nach Grundsatz G 26 „Atemschutzgeräte“ nötig. Die arbeitsmedizinische Vorsorgeuntersuchung wird dazu in drei Gruppen aufgeteilt:
Gruppe 1
Gerätegewicht unter 3 kg mit einem Atemwiderstand bis 5 mBar, z. B.: Partikelfiltermasken oder Geräte, die von außen über einen Schlauch mit Atemluft versorgt werden
Gruppe 2
Gerätegewicht unter 5 kg mit einem Atemwiderstand über 5 mBar, z. B.: Filtergeräte
Gruppe 3
Gerätegewicht über 5 kg mit einem Atemwiderstand über 5 mBar, z. B.: Pressluftatmer oder Regenerationsgeräte.

### Voraussetzung in Österreich
Da das Feuerwehrwesen in Österreich in die Zuständigkeit der Bundesländer fällt, sind auch die Tauglichkeitskriterien je nach Landesfeuerwehrverband unterschiedlich.

### Voraussetzung in der Schweiz
In der Schweiz müssen alle Feuerwehrleute, die im Atemschutz tätig sind, die medizinischen und psychischen Tests bestehen. Dies erfolgt normalerweise im Zuge des Lecoro-Tests. Der Schweizer Feuerwehrverband empfiehlt, dass alle Atemschutzgeräteträger unter 40 diesen Test mindestens alle fünf Jahre absolvieren. Mit zunehmendem Alter erhöht sich die Frequenz und der Test wird erweitert, so werden ab 40 Jahren zum Beispiel die Cholesterin- und Blutzuckerwerte gemessen. Ein Vertrauensarzt entscheidet schlussendlich darüber, ob ein Angehöriger der Feuerwehr als atemschutztauglich oder -untauglich gilt. Erst nach diesen Abklärungen dürfen Übungen und Ausbildungen unter Atemschutz absolviert werden. Um bei Einsätzen eingesetzt werden zu dürfen, bedarf es aber der durch die jeweilige kantonale Gebäudeversicherung vorgeschriebenen Ausbildung.

## Leistungstest und jährliche Fortbildung in Deutschland

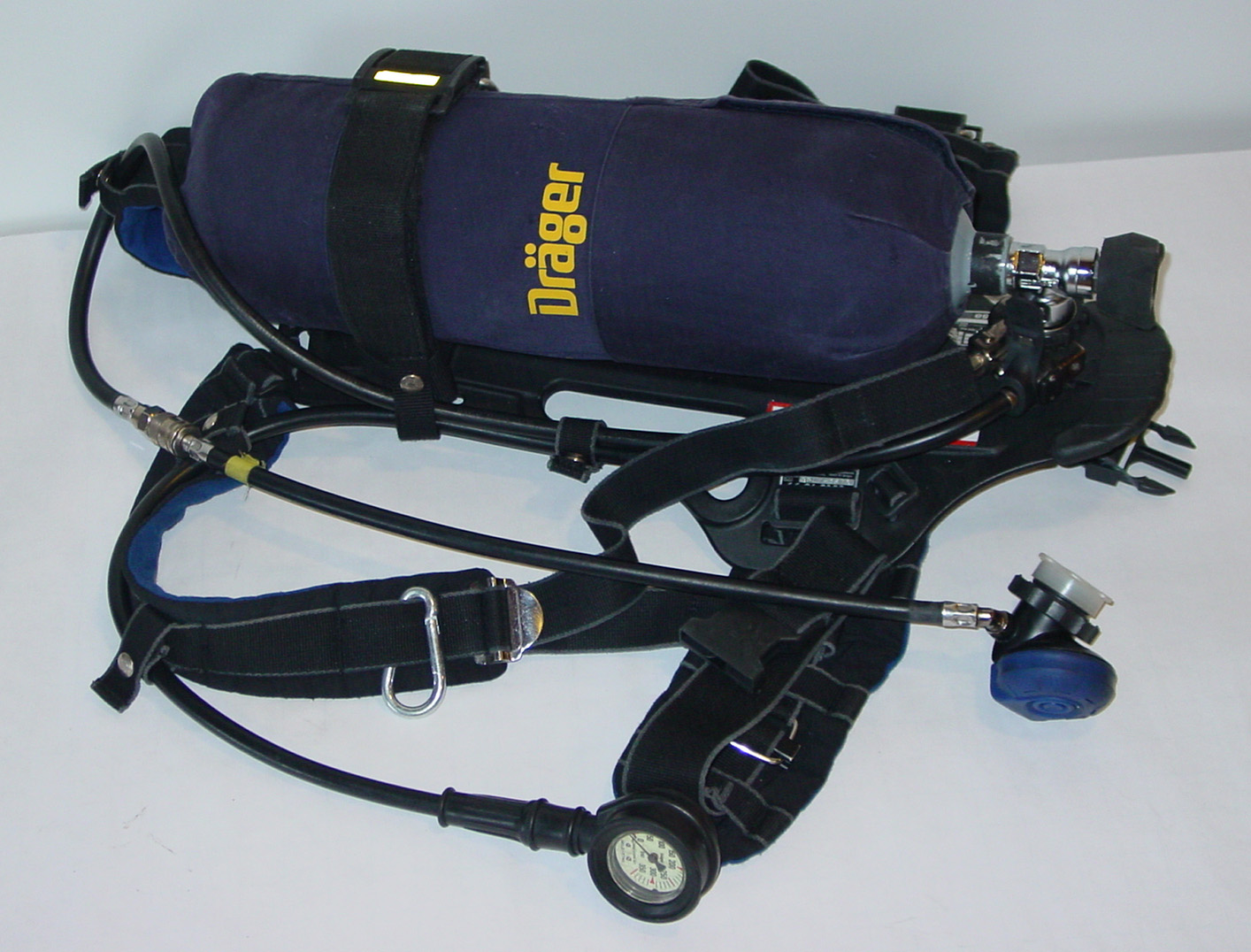
Atemschutzgerät

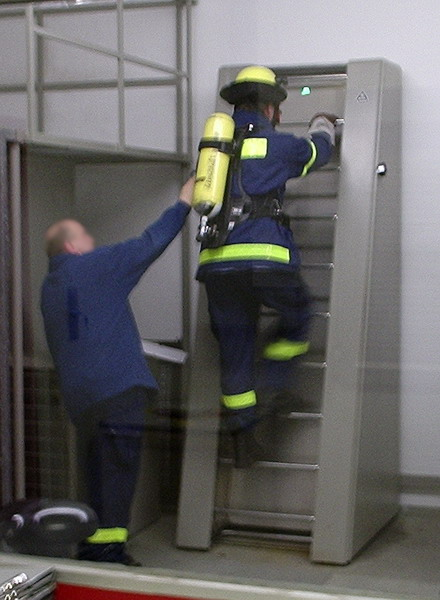
Endlosleiter

Bei deutschen Behörden und Organisationen mit Sicherheitsaufgaben kommen fast ausschließlich Atemschutzgeräteträger mit Tauglichkeit nach erfolgreicher arbeitsmedizinische Vorsorgeuntersuchungen gemäß G26.3 zum Einsatz. Die Untersuchung nach G26.3 ist für drei Jahre (bei über 50-Jährigen nur ein Jahr) gültig und muss dementsprechend regelmäßig wiederholt werden. Hierbei wird getestet, ob die Person die nötige körperliche Verfassung zum Tragen von schwerem Atemschutz mitbringt. Der Test setzt sich u. a. zusammen aus Lungenfunktionstest, Belastungs-EKG, Urinuntersuchung, Röntgen-Thorax (wegen der Strahlenbelastung nur alle 72 Monate).
Außer dieser notwendigen arbeitsmedizinischen Vorsorgeuntersuchung sind für die Aufnahme der Tätigkeit als Atemschutzgeräteträger im Katastrophenschutz erforderlich:
- Die einmalige erfolgreiche Ausbildung zum Tragen von Atemschutzgeräten. Dieser Lehrgang dauert mindestens 25 Stunden.[7]
- Die jährliche Belastungsübung in einer nach DIN 14093 gestalteten Atemschutz-Übungsanlage oder mindestens in einer für eine Belastungsübung geeigneten, gleichwertigen Anlage. Dabei ist mit dem Atemluftvorrat von 1600 Litern eine Gesamtarbeit von 80 kJ, ab dem 50. Lebensjahr von 60 kJ, zu erbringen. Diese kann beispielsweise durch Begehen einer (verdunkelten) Orientierungsstrecke sowie durch Verrichten von 25 kJ Arbeit an mehreren verschiedenen Arbeitsmessgeräten (Endlosleiter, Laufband, Fahrradergometer) im Konditionsraum erbracht werden.
- Eine jährliche praktische Einsatzübung, bei der möglichst unter Einsatzbedingungen einsatztypische Tätigkeiten auszuführen sind. Diese kann entfallen, wenn der Atemschutzgeräteträger in entsprechender Art und im entsprechenden Umfang unter Atemschutz im Einsatz war.[8]
- Eine jährlich theoretische Unterweisung in das Atemschutzgerät, die Überwachung und auch die Notfallsysteme.[8]

Wird eine der genannten Bedingungen nicht erfüllt, verliert der Atemschutzgeräteträger seine Einsatzfähigkeit. Die Einsatzfähigkeit kann auch durch längere Krankheit verloren gehen. Sie kann durch Auffrischen des Moduls wiederhergestellt werden. Es kann eine erneute Untersuchung nach dem Grundsatz der G26.3 erforderlich werden. Atemschutzgeräteträger können sich unter anderem zu Atemschutzgerätewarten weiterbilden.

## Einsatztaktik der Feuerwehren
Der Atemschutztrupp ist kein in der Löschgruppe eingeteilter Trupp einer Feuerwehr, sonstigen Behörde oder Organisation mit Sicherheitsaufgaben, sondern grundsätzlich kann jeder Trupp mit Atemschutz ausgerüstet und damit ein Atemschutztrupp sein. Da taktikbedingt der Angriffstrupp als erster Trupp eingesetzt wird, übernimmt er in der Regel als erster die Aufgabe des Atemschutztrupps. Dieser besteht mindestens aus zwei Einsatzkräften (dem Truppführer und dem Truppmann – bei Bedarf kann der Trupp um einen Truppmann erweitert werden, z. B. beim ABC-Einsatz). Es können aber je nach Einsatzerfordernis mehrere Trupps miteinander oder einzeln vorgehen.

### Sicherheit beim Atemschutzeinsatz
Der Sicherheitstrupp ist ein Trupp, der speziell zur Rettung eines verunfallten Atemschutztrupp vorgehalten wird. Er wird bei unübersichtlichen Einsatzstellen bereitgestellt und ist für jeden Angriffsweg vorgeschrieben. Bei Bedarf kann auch für jeden eingesetzten Trupp ein Sicherheitstrupp bereitgestellt werden.

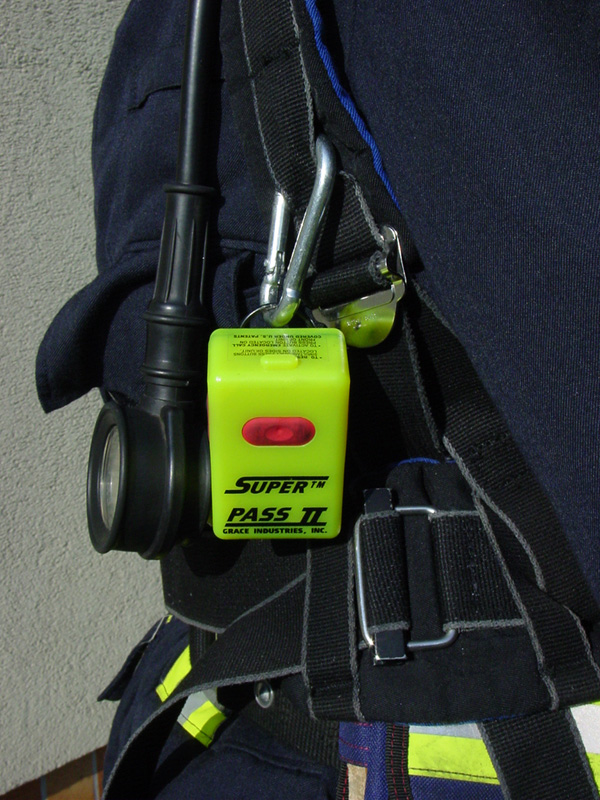
Notsignalgeber (Totmannmelder) an einem Pressluftatmer

Zusätzlich dazu wird bei einem Einsatz von Atemschutzgeräteträgern eine Atemschutzüberwachung geführt, in der unter anderem die Zeit des Einsatzbeginns, Zeit beim Erreichen des Zielorts, Aufenthaltsorte sowie der im Gerät verbleibende Druck dokumentiert wird. Diese Überwachung wird vom einsetzenden Einheitsführer durchgeführt. Er kann eine andere taktisch ausgebildete Person beauftragen, der Einheitsführer bleibt jedoch verantwortlich.
Vielerorts werden inzwischen Notsignalgeber (Totmanneinrichtung) eingesetzt, die je nach Hersteller ins Atemschutzgerät integriert sind. Dieser Fühler reagiert auf die Bewegungen des Trägers. Bleibt dieser für eine gewisse Zeit regungslos, wird ein lauter akustischer Alarm ausgelöst, der den Sicherungstrupps ein schnelles Orten der in Not geratenen Personen möglich machen soll. Optional haben einige Geräte auch Temperatursensoren integriert.

### Atemschutz in Deutschland

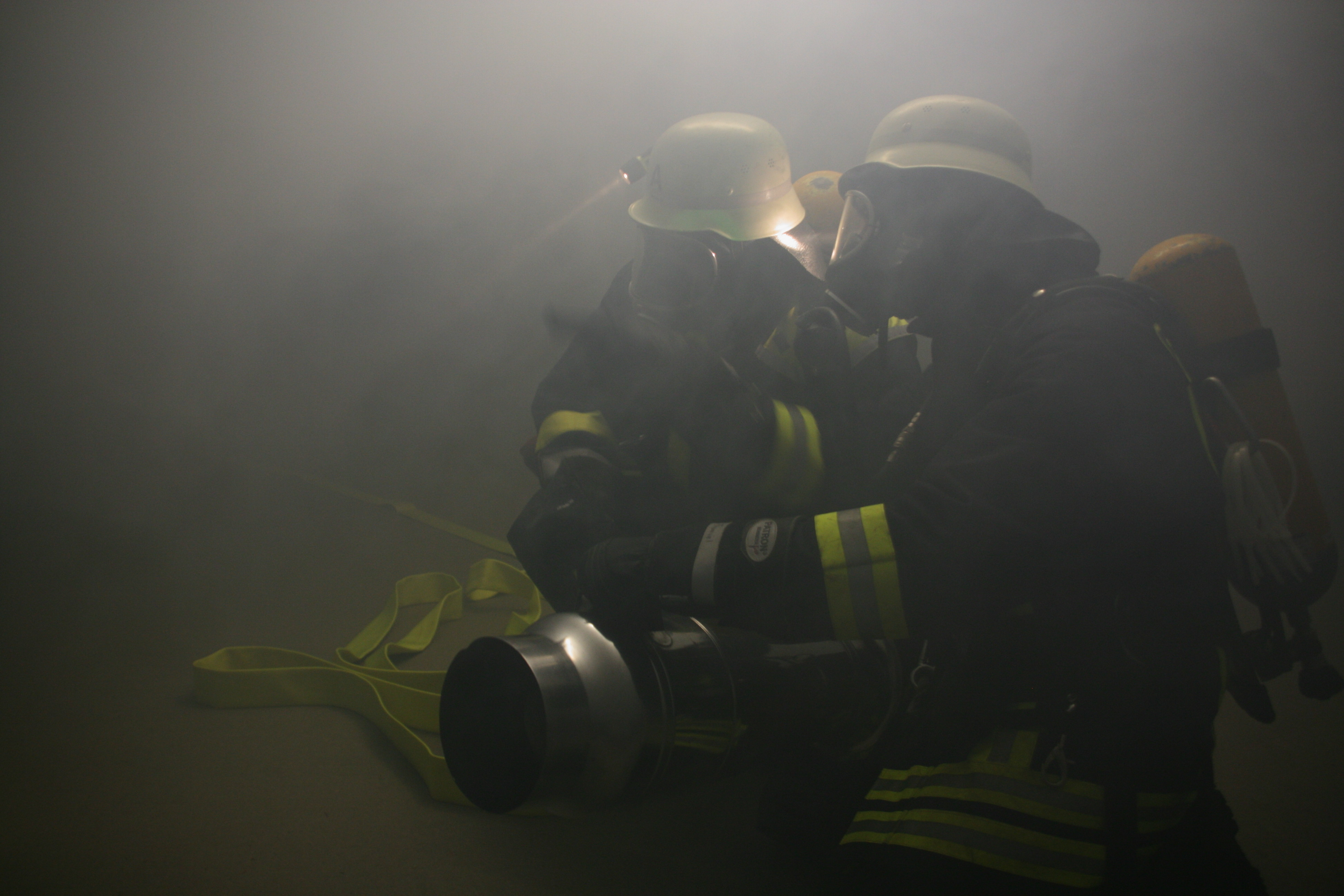
Atemschutztrupp bei einer Übung (Tiefgarage mit starker Rauchentwicklung)

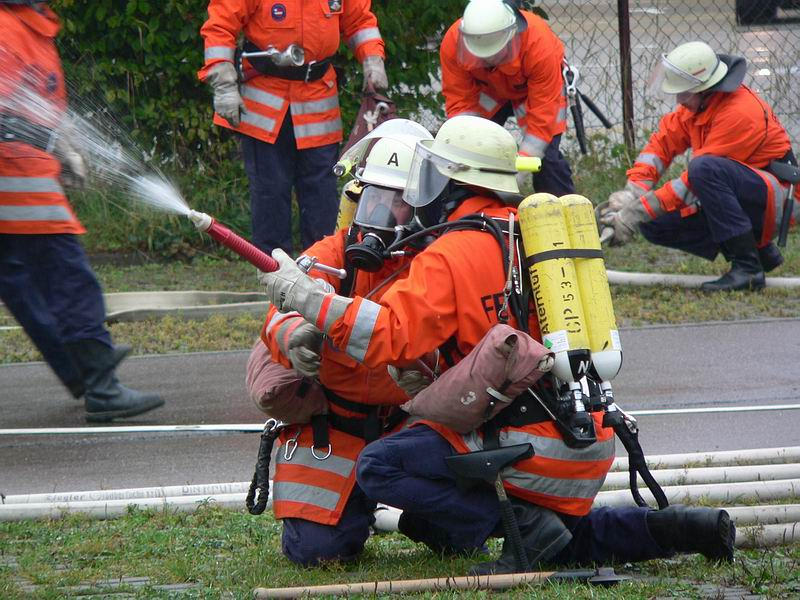
Atemschutztrupp bei einer Übung

Der Einsatz unter Atemschutz zählt zu den gefährlichsten Einsatzaufgaben und setzt deshalb wichtige Sicherheitsvorkehrungen und eine gute Aus- und Fortbildung der Trupps sowie entsprechende Einsatzausrüstung voraus (siehe: Atemschutzunfall). Es ist je nach Lage ein oder mehrere Sicherheitstrupp(s) (SiTr) für die eingesetzten Atemschutztrupps einsatzbereit vorzuhalten. Auf einen Sicherheitstrupp zu verzichten, ist unter besonderen Bedingungen möglich, die aber höchst selten zutreffen. Dies ist zum Beispiel bei einem Außeneinsatz wie einem Kfz-Brand möglich, da hier der rettende Trupp bei einem Notfall helfen könnte, ohne sich selbst übermäßig zu gefährden. Der Sicherheitstrupp muss so ausgerüstet und geschult sein, dass er im Falle einer Verunglückung des Atemschutztrupps sofort Hilfe leisten kann (siehe FwDV 7, „Atemschutz“). Einige Feuerwehren gehen dazu über, den Sicherheitstrupp mit zusätzlichem Material speziell für den Atemschutznotfall auszurüsten (Sicherheitstrupp-Tasche mit zusätzlichem Atemschutzgerät oder zusätzlicher Fluchthaube, Rettungstuch etc.).

### Atemschutz in Österreich
In Österreich besteht ein Atemschutztrupp aus Sicherheitsgründen aus drei Personen, da bei Übelkeit oder Verletzung eines Kameraden mindestens zwei Kameraden zur Rettung aus dem Gefahrenbereich notwendig sind. Nur in Ausnahmefällen dürfen auch weniger Feuerwehrmitglieder den Gefahrenbereich betreten. Bei Bedarf kann der Atemschutztrupp auch erweitert werden, z. B. auf 4 Mann. Ein Atemschutztrupp darf erst in den Gefahrenbereich, wenn ein Sicherheitstrupp mindestens schon nachalarmiert wurde.
Bei den österreichischen Feuerwehren ist üblicherweise nur umluftunabhängiger Atemschutz erlaubt. Ausnahmen existieren nur in Einzelfällen, wie bei den Strahlenschutzgruppen die auch in Einzelfällen wie am Dekonplatz Masken mit Partikelfiltern tragen dürfen.

### Atemschutz in der Schweiz
In der Schweiz besteht ein Trupp aus zwei oder drei Atemschutzgeräteträgern. Der Truppführer wird vor dem Einsatz bestimmt und holt seine Aufträge beim Einsatzleiter. Üblicherweise wird der Atemschutzgeräteträger mit dem höchsten Dienstrang als Truppführer ernannt (normalerweise Gruppenführer, mil. Grad Korporal). Es wird jedoch von jedem Atemschutzgeräteträger vorausgesetzt, dass dieser auch selbst die Truppführung übernehmen kann.
Jeder Atemschutztrupp benötigt einen sogenannten Truppüberwacher, welcher sich in sicherem Abstand zum Einsatzort aufhält und mittels Sprechfunk, Atemschutztelefon oder Horn die Kommunikation sicherstellt und den Einsatz protokolliert. Dieser ist auch zuständig dafür, dass ein Sicherheitstrupp alarmiert ist. Ein Atemschutztrupp darf erst in den Gefahrenbereich, wenn ein Sicherheitstrupp mindestens schon nachalarmiert wurde und auf dem Weg ist.
Üblicherweise werden umluftunabhängige, freizutragende Atemschutzgeräte benutzt. In Tunneln wird auf Regenerationsgeräte zurückgegriffen, da diese längere Einsatzzeiten ermöglichen. In Ausnahmefällen kann aber auch Geräte mit Schlauchversorgung (ABC-Einsatz) oder umluftabhängige Partikelfilter (Dekontaminationsplatz) zurückgegriffen werden. Dies geschieht üblicherweise in Rücksprache mit dem Chemiefachberater.